# Мушка (Алба)
Мушка (рум. Mușca) насеље је у Румунији у округу Алба у општини Лупша. Oпштина се налази на надморској висини од 588 m.

## Становништво
Према подацима из 2002. године у насељу је живело 661 становника, од којих су сви румунске националности.